# Lanleff
Lanleff (/lɑ̃.lɛf/) est une commune française située dans le département des Côtes-d'Armor, en région Bretagne. Lanleff appartient au pays historique du Goëlo.

## Géographie
Une station météorologique se situe sur la commune. Les relevés effectués servent aux prévisions locales émises par Météo France.
| Quemper-Guézennec | Yvias   |          |
|                   | Lanleff | Pléhédel |
| Le Faouët         |         | Tréméven |

### Hydrographie
Pour un article plus général, voir Réseau hydrographique des Côtes-d'Armor.
La commune est située dans le bassin Loire-Bretagne. Elle est drainée par le Leff et le Kerguidoué,.
Le Leff, d'une longueur de 62 km, prend sa source dans la commune du Leslay et se jette  dans le Trieux en limite de Quemper-Guézennec et de Plourivo, après avoir traversé 19 communes.  Les caractéristiques hydrologiques du Leff sont données par la station hydrologique située sur la commune de Quemper-Guézennec. Le débit moyen mensuel est de 2,84 m3/s. Le débit moyen journalier maximum est de 57,5 m3/s, atteint lors de la crue du 12 février 1974. Le débit instantané maximal est quant à lui de 83,5 m3/s, atteint le 28 février 2010.

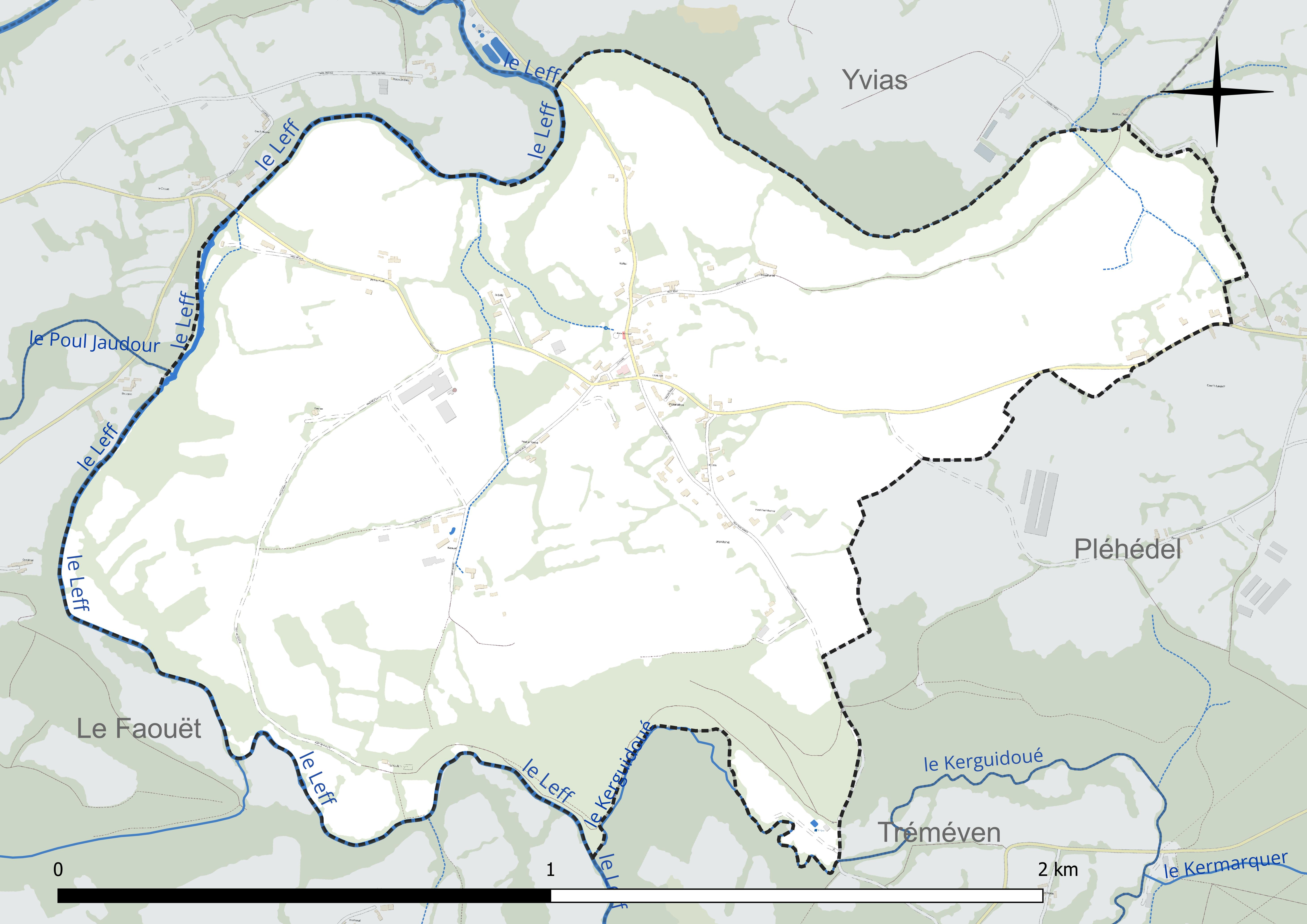
Réseau hydrographique de Lanleff.

Le Kerguidoué, d'une longueur de 21 km, prend sa source dans la commune de Lantic et se jette  dans le Leff à Tréméven, après avoir traversé sept communes. 

### Climat
Le climat qui caractérise la commune est qualifié, en 2010, de « climat océanique franc », selon la typologie des climats de la France qui compte alors huit grands types de climats en métropole. En 2020, la commune ressort du type « climat océanique » dans la classification établie par Météo-France, qui ne compte désormais, en première approche, que cinq grands types de climats en métropole. Ce type de climat se traduit par des températures douces et une pluviométrie relativement abondante (en liaison avec les perturbations venant de l'Atlantique), répartie tout au long de l'année avec un léger maximum d'octobre à février.
Les paramètres climatiques qui ont permis d’établir la typologie de 2010 comportent six variables pour les températures et huit pour les précipitations, dont les valeurs correspondent à la normale 1971-2000. Les sept principales variables caractérisant la commune sont présentées dans l'encadré ci-après.
| Paramètres climatiques communaux sur la période 1971-2000 - Moyenne annuelle de température : 11,2 °C - Nombre de jours avec une température inférieure à −5 °C : 0,7 j - Nombre de jours avec une température supérieure à 30 °C : 0,4 j - Amplitude thermique annuelle : 10,2 °C - Cumuls annuels de précipitation : 759 mm - Nombre de jours de précipitation en janvier : 13,6 j - Nombre de jours de précipitation en juillet : 6,7 j |

Avec le changement climatique, ces variables ont évolué. Une étude réalisée en 2014 par la Direction générale de l'Énergie et du Climat complétée par des études régionales prévoit en effet que la  température moyenne devrait croître et la pluviométrie moyenne baisser, avec toutefois de fortes variations régionales. La station météorologique de Météo-France installée sur la commune et mise en service en 1987 permet de connaître l'évolution des indicateurs météorologiques. Le tableau détaillé pour la période 1981-2010 est présenté ci-après.
| Mois                                  | jan.          | fév.        | mars          | avril       | mai           | juin          | jui.          | août         | sep.         | oct.            | nov.            | déc.          | année     |
| ------------------------------------- | ------------- | ----------- | ------------- | ----------- | ------------- | ------------- | ------------- | ------------ | ------------ | --------------- | --------------- | ------------- | --------- |
| Température minimale moyenne (°C)     | 3,9           | 3,8         | 4,7           | 5,4         | 8,3           | 10,5          | 12,4          | 12,6         | 10,9         | 8,9             | 6               | 4,1           | 7,6       |
| Température moyenne (°C)              | 6,7           | 7           | 8,5           | 9,6         | 12,8          | 15,3          | 17,3          | 17,6         | 15,5         | 12,7            | 9,1             | 6,8           | 11,6      |
| Température maximale moyenne (°C)     | 9,5           | 10,1        | 12,3          | 13,9        | 17,3          | 20,1          | 22,2          | 22,6         | 20,2         | 16,5            | 12,3            | 9,6           | 15,6      |
| Record de froid (°C) date du record   | −8 02.01.1997 | −8 11.02.12 | −3,6 06.03.10 | −3 11.04.03 | −1,4 06.05.19 | 2 04.06.1991  | 4,2 31.07.15  | 4,8 30.08.11 | 1,9 26.09.18 | −3,5 30.10.1997 | −5,5 20.11.1993 | −8 11.12.1991 | −8 2012   |
| Record de chaleur (°C) date du record | 17,1 01.01.22 | 22 27.02.19 | 24,9 30.03.21 | 28 21.04.18 | 31 27.05.05   | 33,4 30.06.15 | 37,5 19.07.16 | 37 09.08.03  | 32 20.09.03  | 30,9 02.10.11   | 21,7 01.11.15   | 18 19.12.15   | 37,5 2016 |
| Précipitations (mm)                   | 84,9          | 78,2        | 60,1          | 71,8        | 60,2          | 50,1          | 49,2          | 45,9         | 57,1         | 85,4            | 97              | 99,4          | 839,3     |

## Urbanisme

### Typologie
Au 1er janvier 2024, Lanleff est catégorisée commune rurale à habitat dispersé, selon la nouvelle grille communale de densité à 7 niveaux définie par l'Insee en 2022.
Elle est située hors unité urbaine. Par ailleurs la commune fait partie de l'aire d'attraction de Paimpol, dont elle est une commune de la couronne,. Cette aire, qui regroupe 13 communes, est catégorisée dans les aires de moins de 50 000 habitants,.

### Occupation des sols
L'occupation des sols de la commune, telle qu'elle ressort de la base de données européenne d’occupation biophysique des sols Corine Land Cover (CLC), est marquée par l'importance des territoires agricoles (83,9 % en 2018), une proportion identique à celle de 1990 (83,9 %). La répartition détaillée en 2018 est la suivante : 
zones agricoles hétérogènes (53,3 %), terres arables (30,6 %), forêts (16,1 %). L'évolution de l’occupation des sols de la commune et de ses infrastructures peut être observée sur les différentes représentations cartographiques du territoire : la carte de Cassini (XVIIIe siècle), la carte d'état-major (1820-1866) et les cartes ou photos aériennes de l'IGN pour la période actuelle (1950 à aujourd'hui).

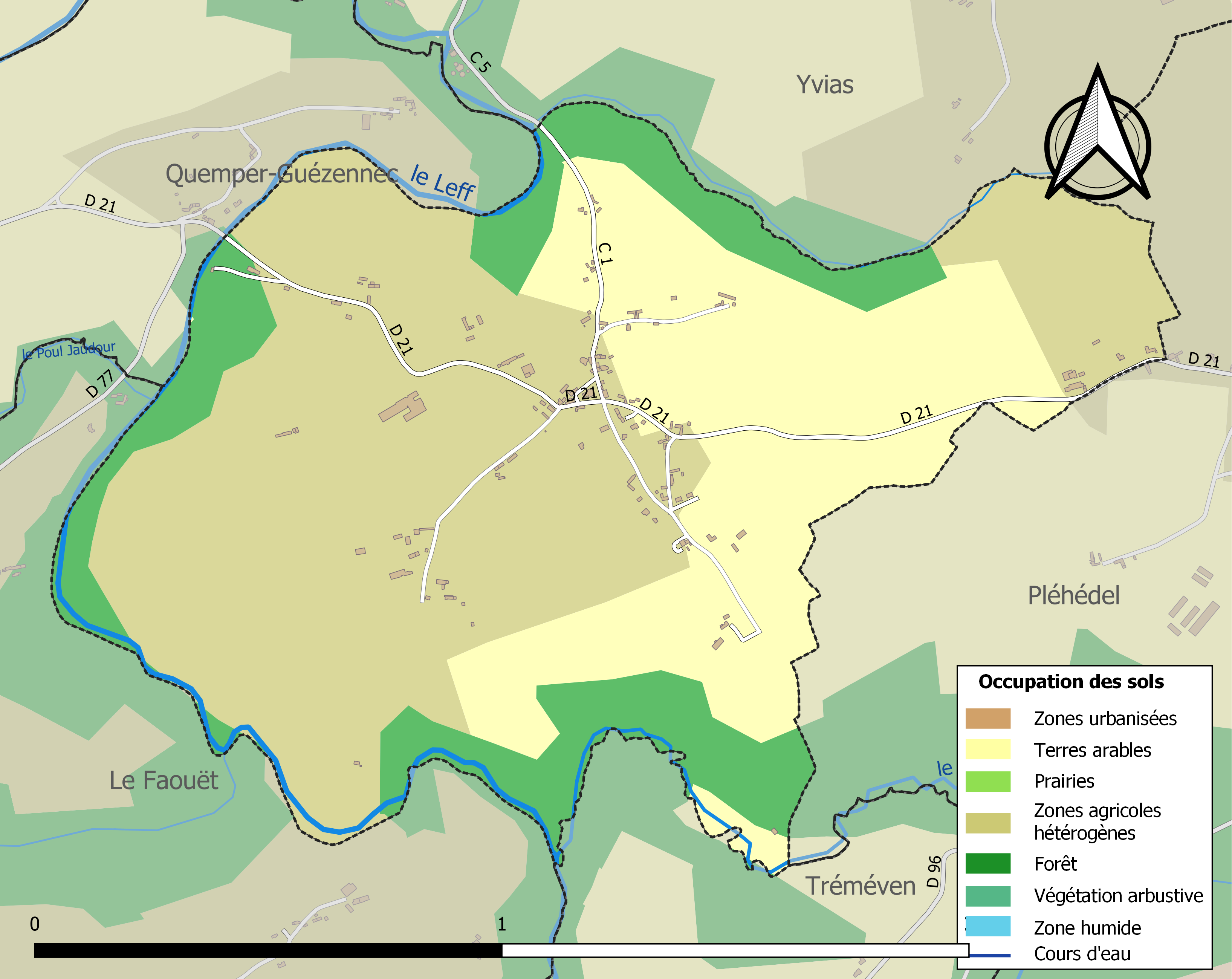
Carte des infrastructures et de l'occupation des sols de la commune en 2018 (CLC).

## Toponymie
Le nom de la localité est attesté sous les formes Lanlem en 1148, Lanlain en 1262, Lanlem en 1269, Loulem à la fin du XIVe siècle, Lanleff en 1626.
Son nom vient du breton lann qui signifie ermitage et du nom de la rivière Le Leff (notée Lem en 1202, Leim en 1220, Lem en 1263, Leve, Lev en 1330).

## Histoire
Lanleff était une trève de Lanloup enclavée dans l'évêché de Saint-Brieuc, faisait partie du doyenné de Lanvollon relevant de l'évêché de Dol et était sous le vocable de Notre-Dame.
Sous l'Ancien Régime, Lanleff appartenait également au comté du Goëlo.
- 1790 : érigée en commune ;
- 1836 : érigée en paroisse.

### LeXXesiècle

#### La Première Guerre mondiale
La petite commune de Lanleff paie un lourd tribut à la Première Guerre mondiale : 7 % de la population de 1911 a été décimée (moyenne départementale : 4,7 %).
Le monument aux morts fait état de 14 soldats morts pour la France, tous victimes de la Première Guerre mondiale.

## Politique et administration
| Période                                  | Période                   | Identité                | Étiquette | Qualité |
| ---------------------------------------- | ------------------------- | ----------------------- | --------- | --- |
| Les données manquantes sont à compléter. |                           |                         |           | |
| ?                                        | ?                         | M. Philippe             |           | |
| avant 1949                               | après 1957                | Yves Henry              |           | |
| avant 1966                               | mars 1977                 | M. Crénault             |           | |
| mars 1977                                | mars 2001                 | Yves Crénan (1927-2016) |           | Directeur des Éleveurs bretons, maire honoraire |
| mars 2001                                | mars 2014                 | Maurice Goarin          | PS        | Agriculteur 4e vice-président de la CC Paimpol-Goëlo (2001 → 2008) Président de la CC Paimpol-Goëlo (2008 → 2014)                                                |
| mars 2014                                | En cours (au 28 mai 2020) | Josette Connan          | DVG       | Retraitée 4e vice-présidente de la CC Paimpol-Goëlo (2014 → 2016) 4e vice-présidente de Guingamp-Paimpol Agglomération (2020 → ) Réélue pour le mandat 2020-2026 |

## Démographie
| 1793 | 1800 | 1806 | 1821 | 1831 | 1836 | 1841 | 1846 | 1851 |
| ---- | ---- | ---- | ---- | ---- | ---- | ---- | ---- | ---- |
| 214  | 271  | 311  | 415  | 501  | 498  | 504  | 381  | 366  |

| 1856 | 1861 | 1866 | 1872 | 1876 | 1881 | 1886 | 1891 | 1896 |
| ---- | ---- | ---- | ---- | ---- | ---- | ---- | ---- | ---- |
| 378  | 400  | 413  | 326  | 380  | 370  | 345  | 359  | 324  |

| 1901 | 1906 | 1911 | 1921 | 1926 | 1931 | 1936 | 1946 | 1954 |
| ---- | ---- | ---- | ---- | ---- | ---- | ---- | ---- | ---- |
| 290  | 267  | 225  | 174  | 171  | 160  | 160  | 144  | 143  |

| 1962 | 1968 | 1975 | 1982 | 1990 | 1999 | 2005 | 2006 | 2010 |
| ---- | ---- | ---- | ---- | ---- | ---- | ---- | ---- | ---- |
| 133  | 117  | 88   | 87   | 101  | 110  | 102  | 99   | 109  |

| 2015 | 2020 | 2022 | - | - | - | - | - | - |
| ---- | ---- | ---- | - | - | - | - | - | - |
| 121  | 122  | 121  | - | - | - | - | - | - |

## Lieux et monuments

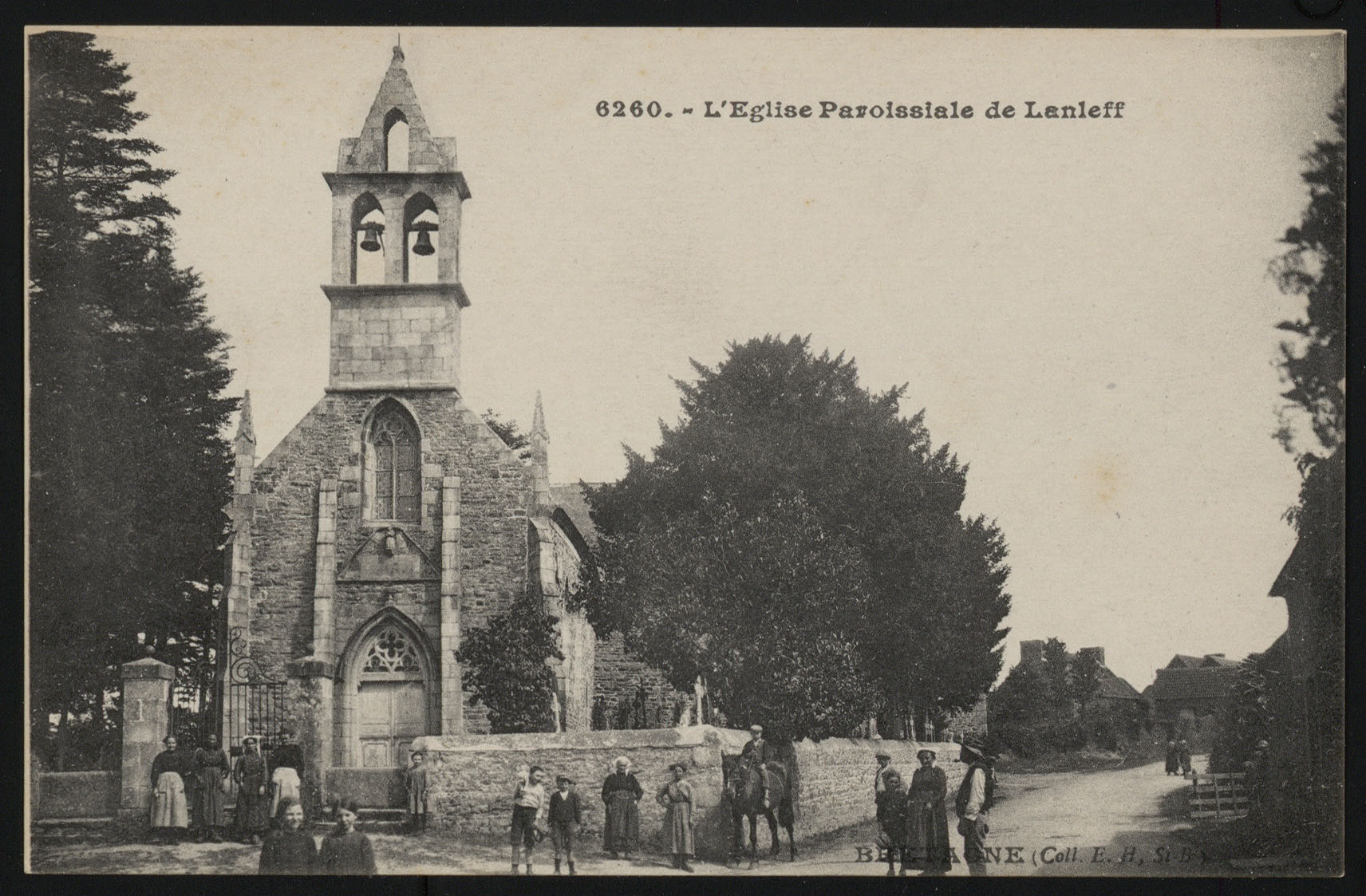
L'église paroissiale de Lanleff (début XXe siècle).

- Église Sainte-Marie

### Temple de Lanleff
Le « temple de Lanleff » est un monument en ruines, en grès rose. Ce plan circulaire, peu fréquent dans la région, a suscité chez les premiers archéologues de nombreuses hypothèses « quant à son origine et son utilisation : temple romain ou gaulois, baptistère mérovingien ou encore église des Templiers (qui explique le nom populaire donné à l'édifice, bien que leur présence ici n'ait jamais été attestée) ». C'est en fait une ancienne église romane , construite sur un plan circulaire, comme , plus tard l'église abbatiale Sainte Croix-de-Quimperlé. Si sa forme fait référence à celle du Saint Sépulcre de Jérusalem, il s'agit ici « d'une rotonde mariale dont le nombre est grand en Europe à l'époque romane ».
En l’absence de documents d’archive précisant la date de construction, la datation repose uniquement sur l’analyse stylistique de l’édifice et prête à débat. Si certains y voient un édifice du Xe siècle, voire pré-roman à cause du caractère archaïque de ses sculptures, un certain nombre de spécialistes s’accordent pour le dater du début du XIIe siècle du fait de sa structuration spatiale très maîtrisée et de son animation murale puissante,.
Le premier document qui y fait référence date du XIe – XIIe siècle : l’église Sainte-Marie de Lanleff  apparait dans un acte de donation non daté aux moines de Léhon par Trihan de Chatelaudren : cette donation est postérieure à 1061, date à laquelle le père de Trihan apparait dans une charte comme seigneur de Chatelaudren, mais antérieure à 1148, date à laquelle la donation est rappelée par un acte d’Henri de Goëlo. Puis il faut attendre le XVIIIe siècle pour en trouver à nouveau mention chez différents auteurs. Après un voyage d’étude en Bretagne, Prosper Mérimée s’intéresse au Temple et le fait inscrire, selon certains auteurs, à l’inventaire des monuments historiques en 1840.[réf. nécessaire] Il est classé au titre des monuments historiques depuis 1889,.
L'édifice se présente à l’origine sous la forme de deux enceintes circulaires concentriques séparées par un déambulatoire. Aujourd’hui, ne reste qu’une partie de l’enceinte extérieure comportant encore deux absidioles sur trois préexistantes. L’enceinte intérieure est constituée de 12 arches soutenues par 12 piliers imposants. Ceux-ci sont ornés, sur leurs chapiteaux et sur leurs bases de sculptures expressives énigmatiques.
L'édifice est également remarquable par les éléments décoratifs qui ornent les chapiteaux (représentations humaines, animales, décors géométriques) et les bases de colonnes. On en a compté plus de 140. L'un des plus visibles est la représentation humaine aux mains de très grands doigts qu'Olivier Pagès a appelé Adam pudique (voir photo ci-dessous). Le temple de Lanleff qui servait au XIXe siècle de vestibule à l'église paroissiale Sainte-Marie, fait l'objet de recherche historique par l'association « Le temple de Lanleff » créée le 16 août 2008, laquelle propose des visites et conférences.

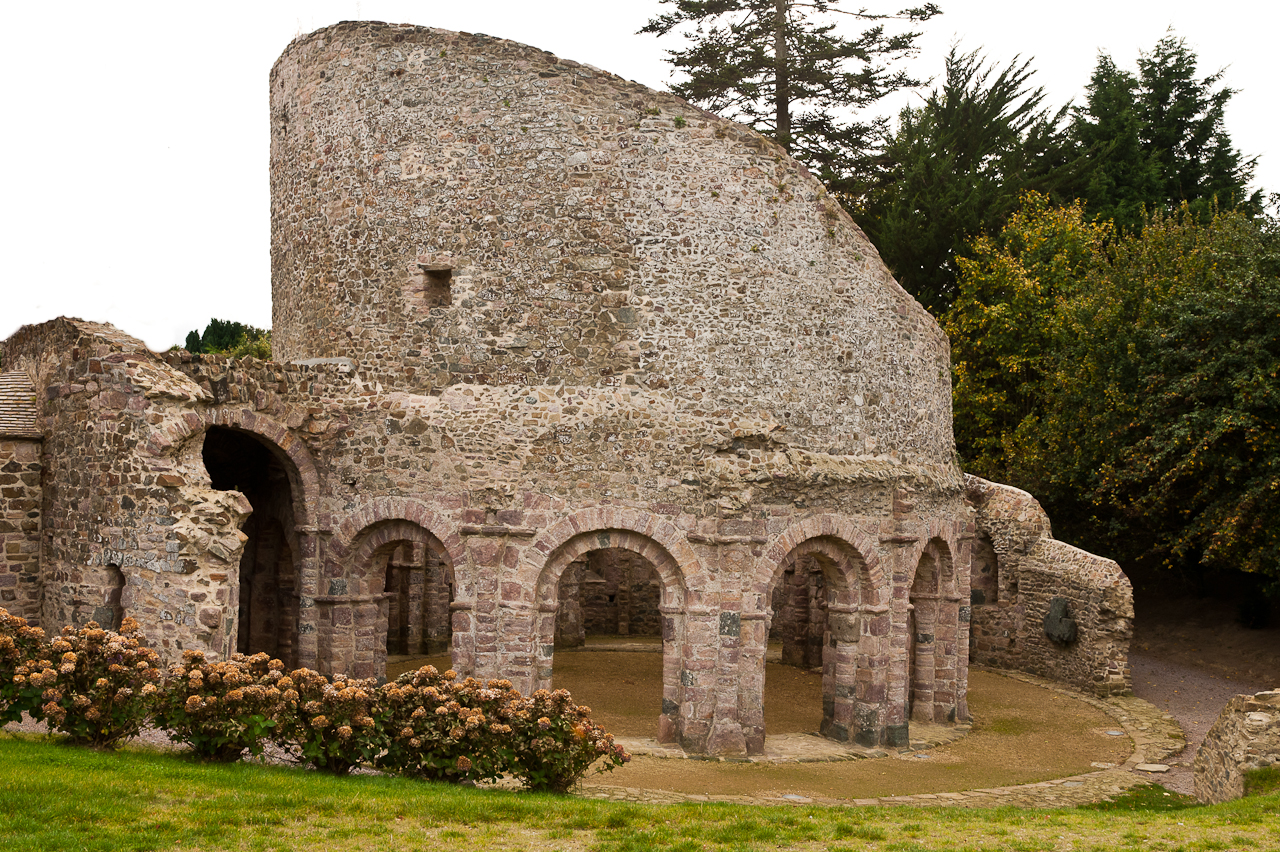
Vue générale nord[33].
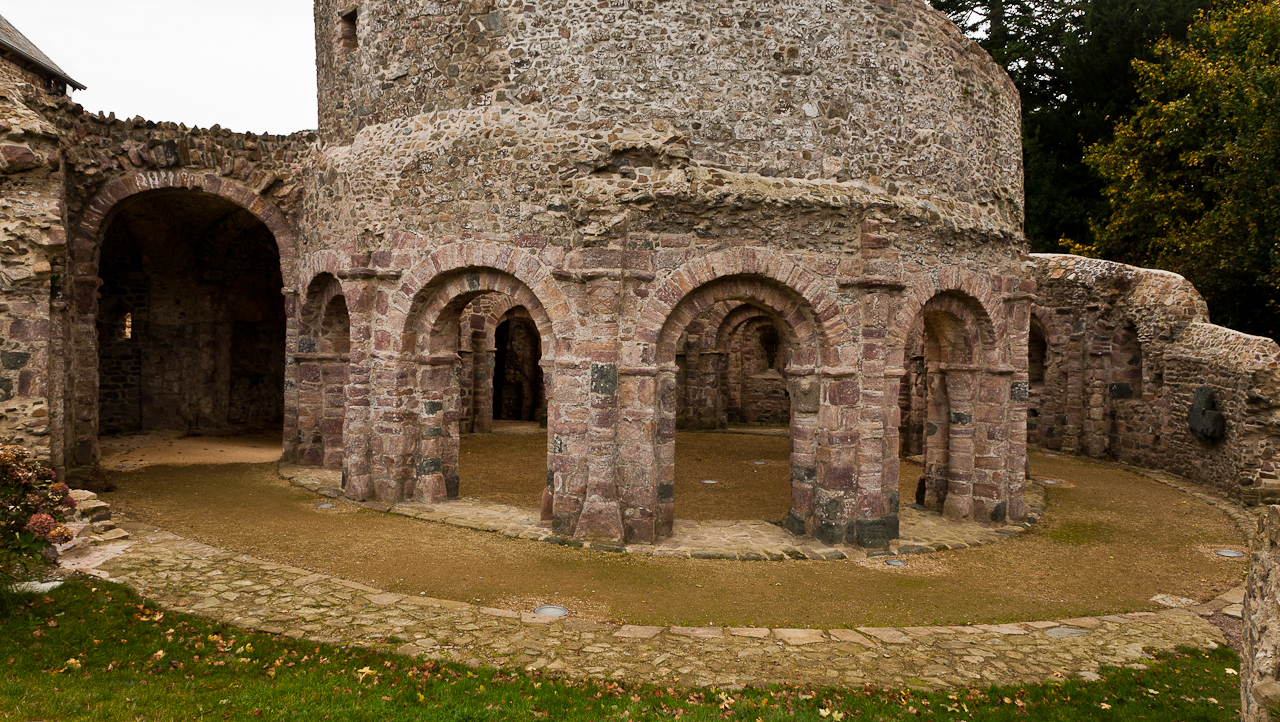
Entrée nord.
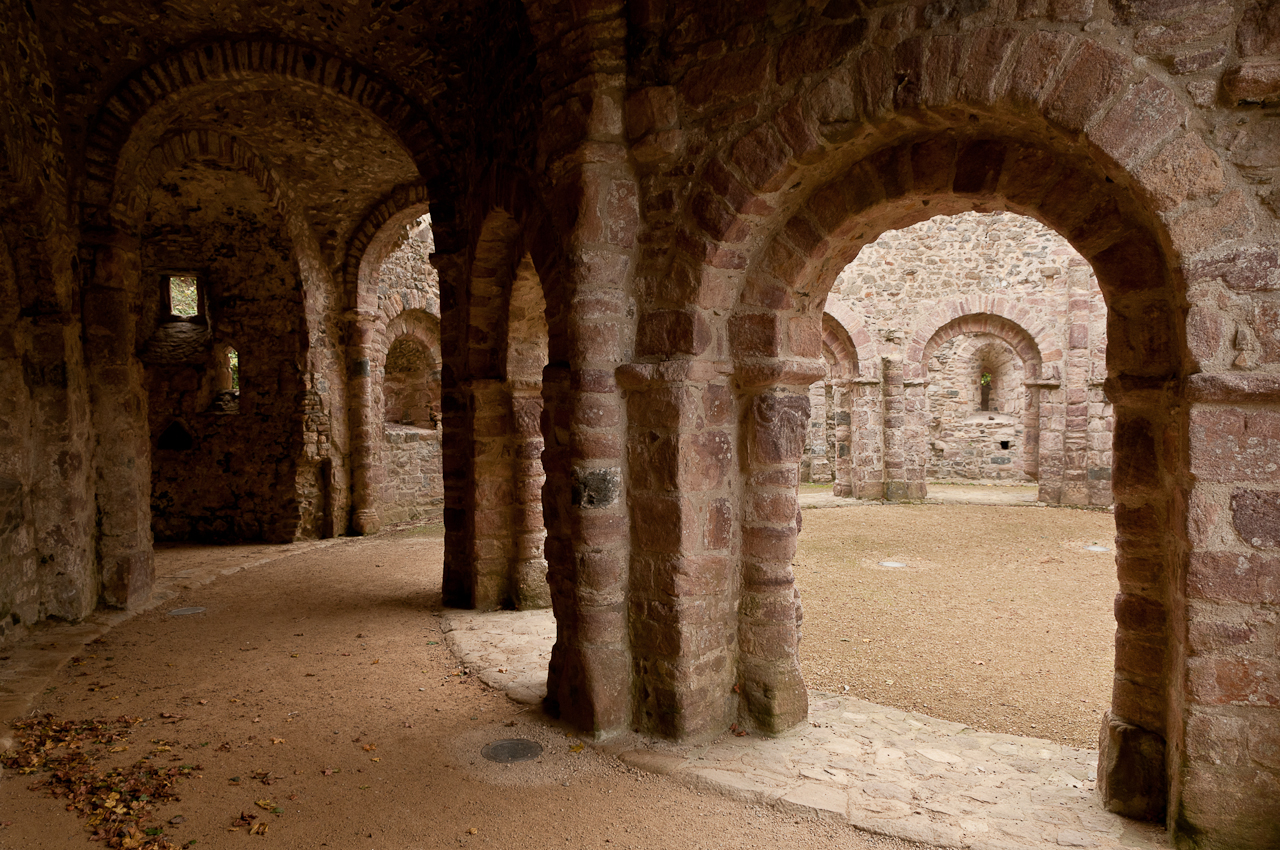
Vue intérieure est vers sud.
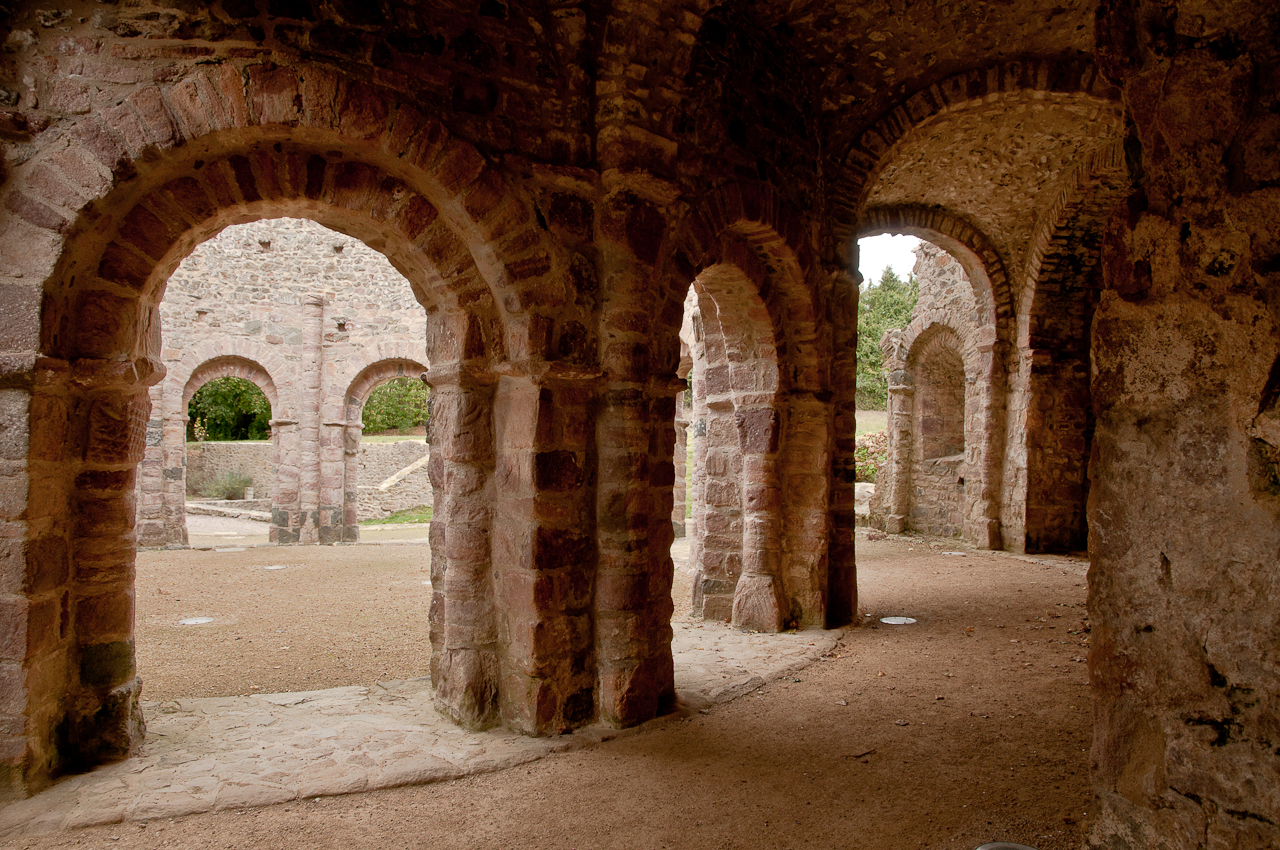
Vue intérieure est vers nord.
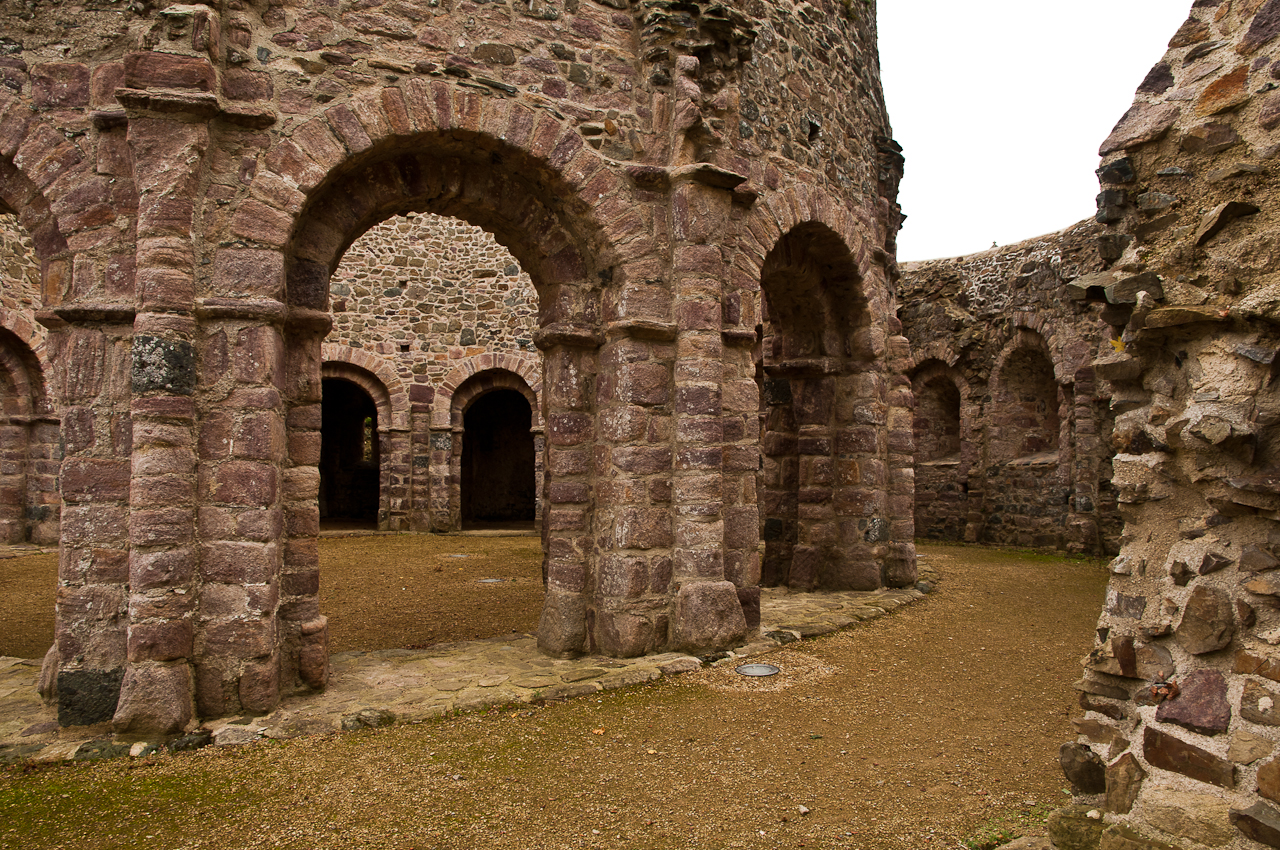
Vue extérieure ouest.
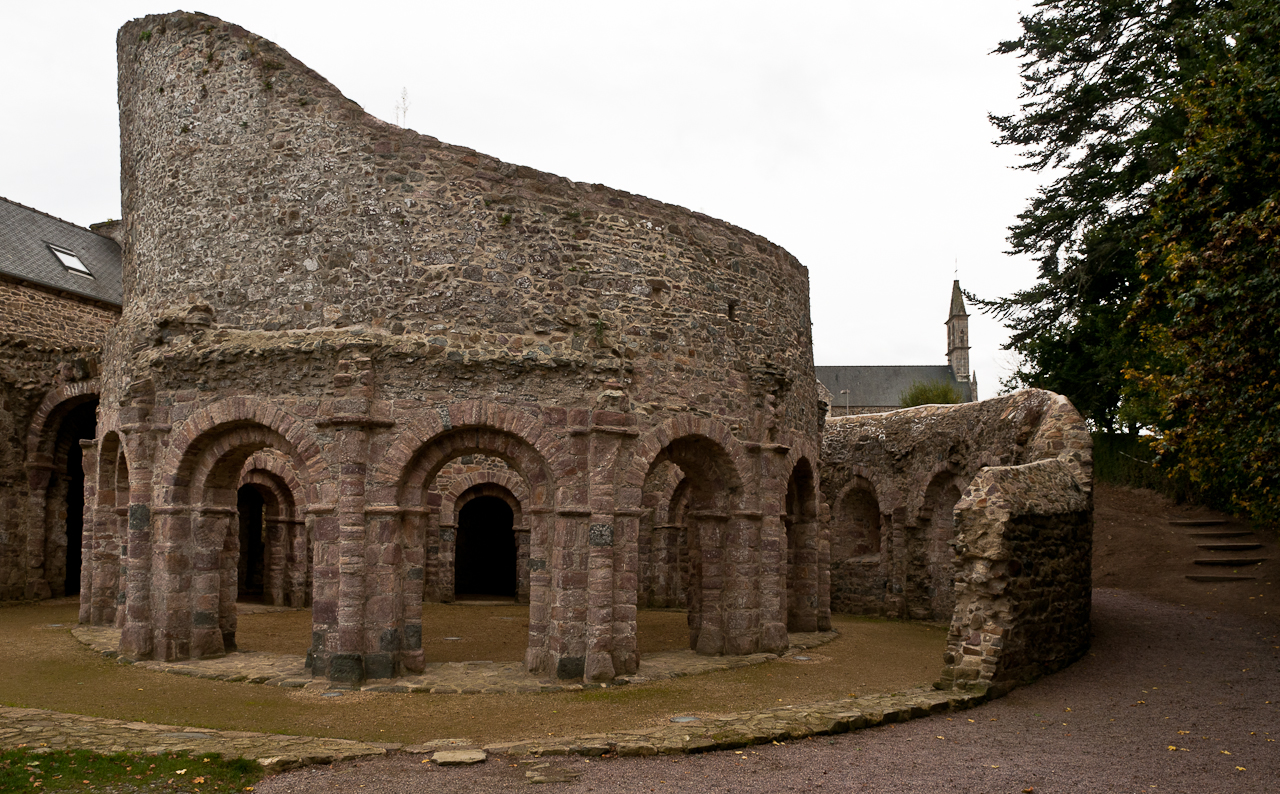
Vue générale ouest, depuis les deux absidioles[34].
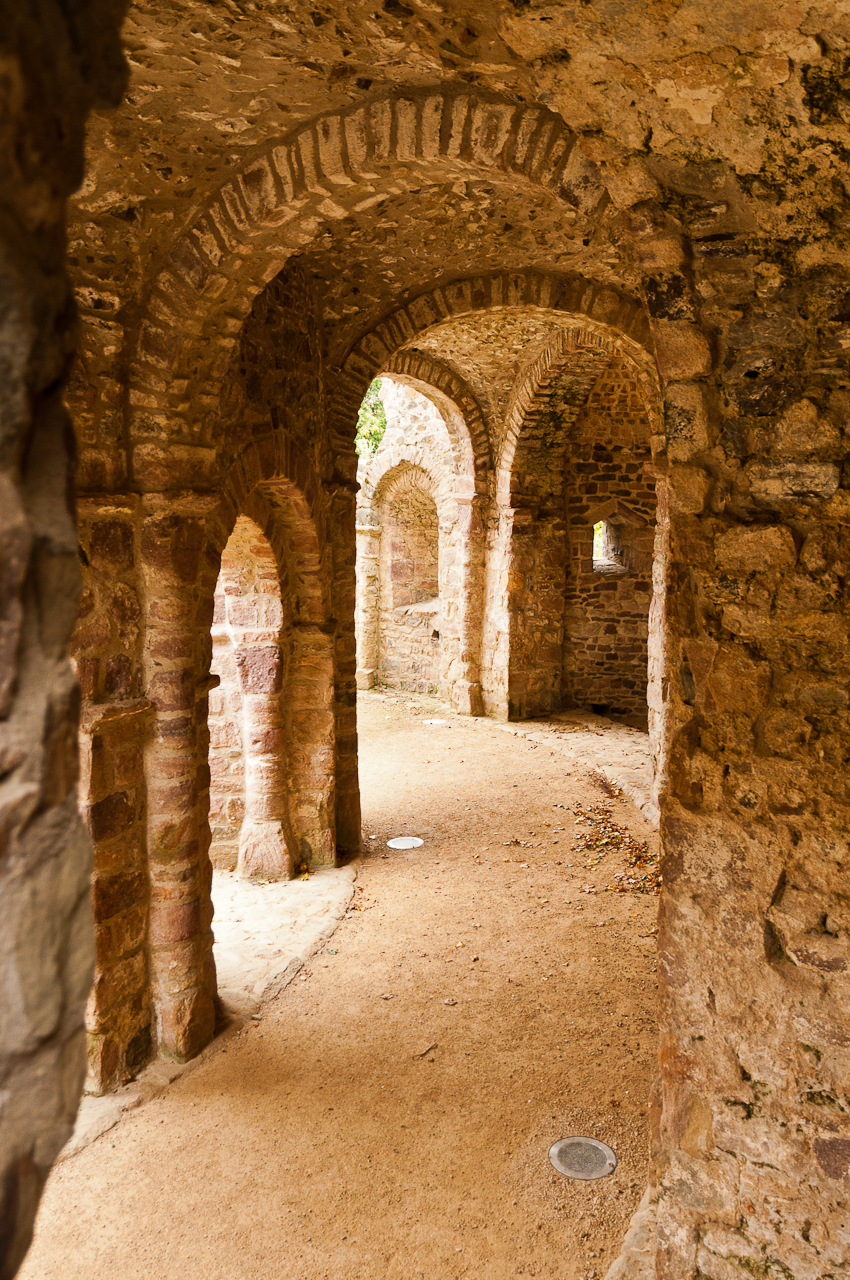
Vue intérieure est vers nord.
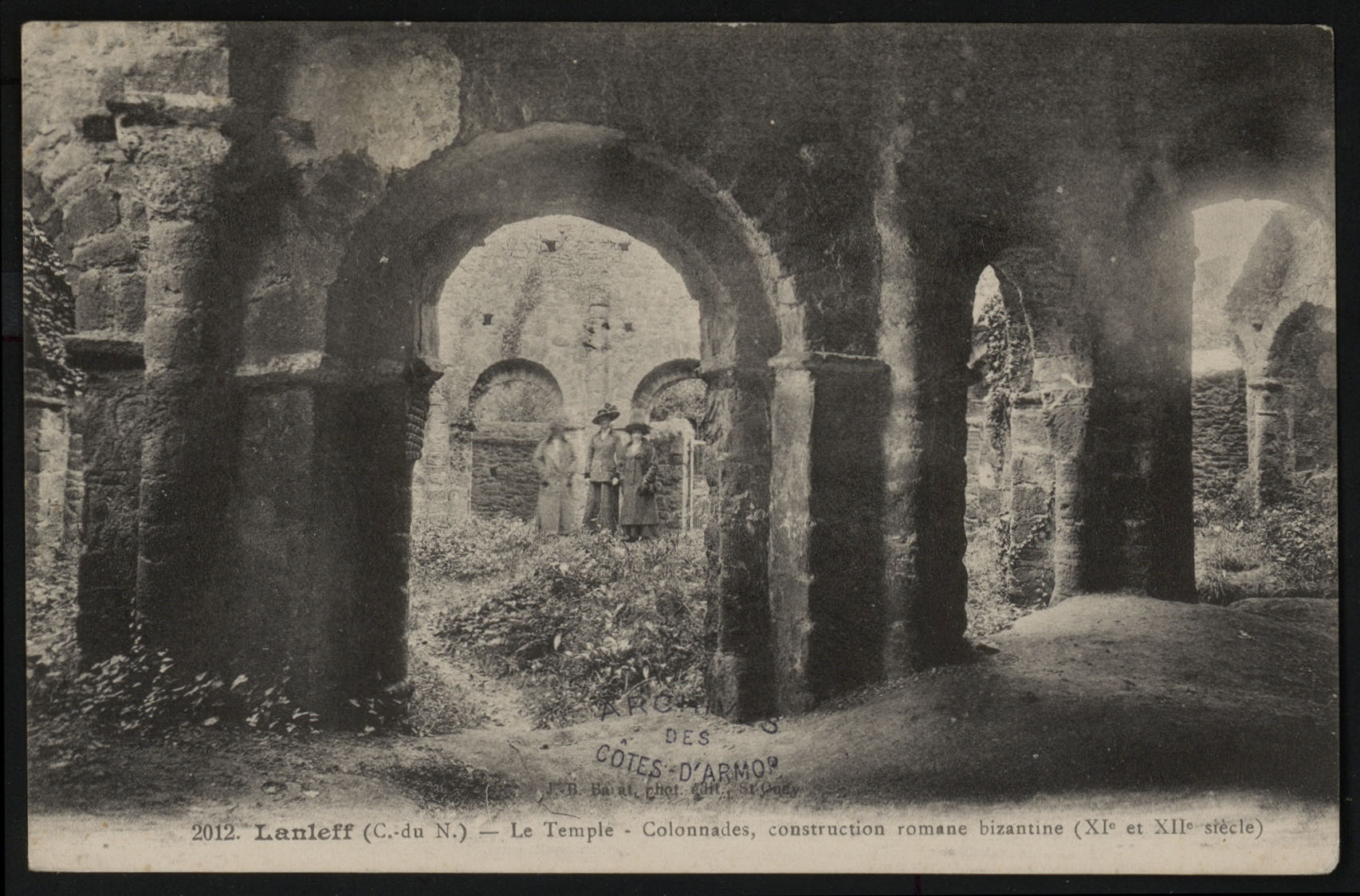
Temple et colonnades des XIe et XIIe siècles (vers 1910).
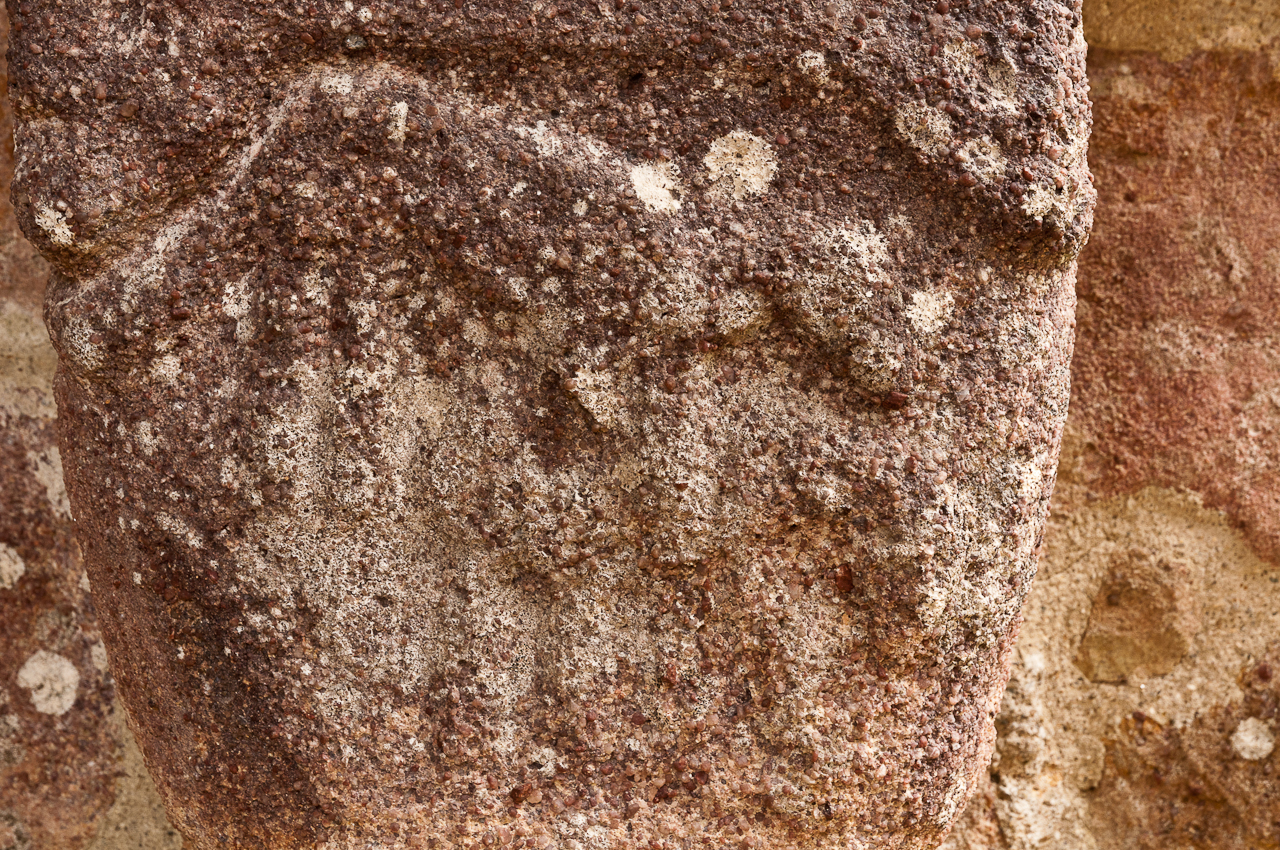
Temple de Lanleff chapiteau animaux.
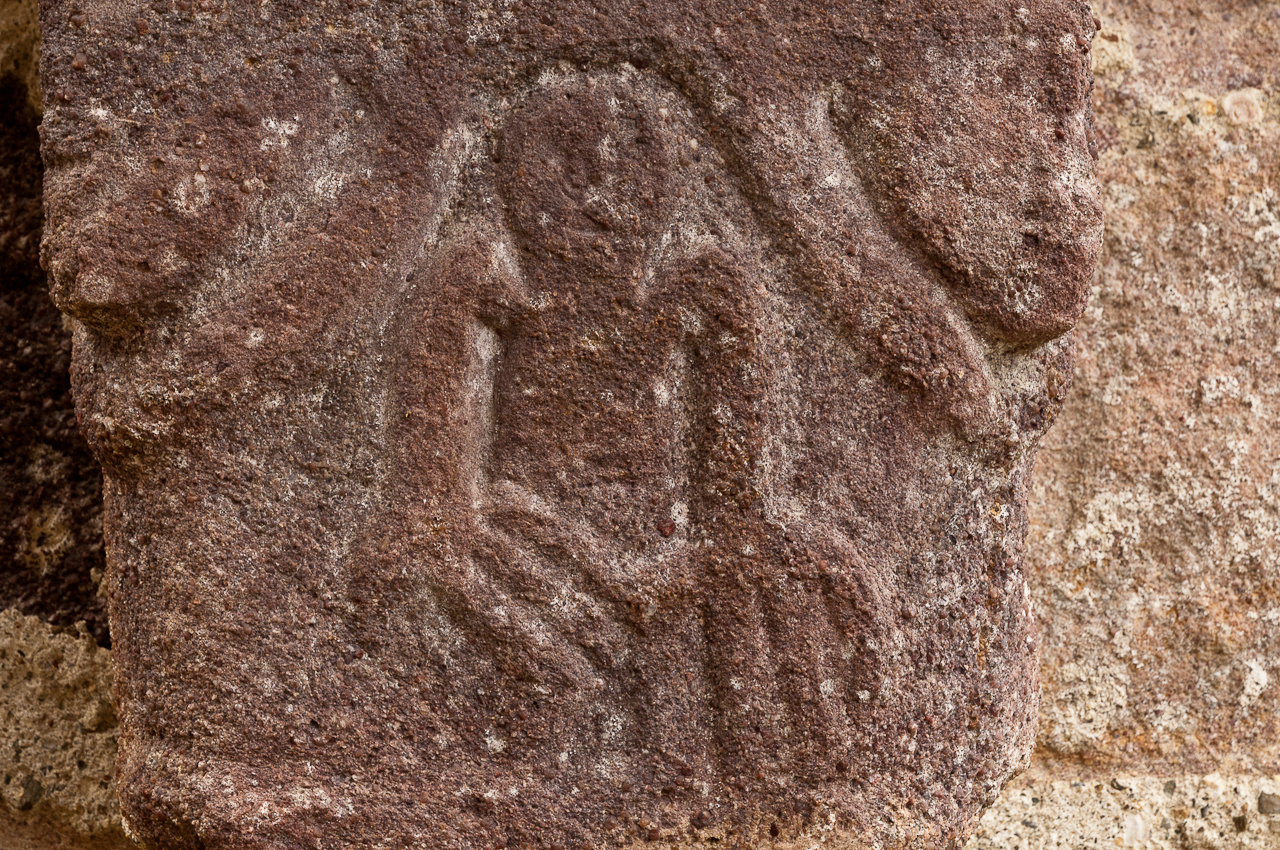
Temple de Lanleff chapiteau Adam.
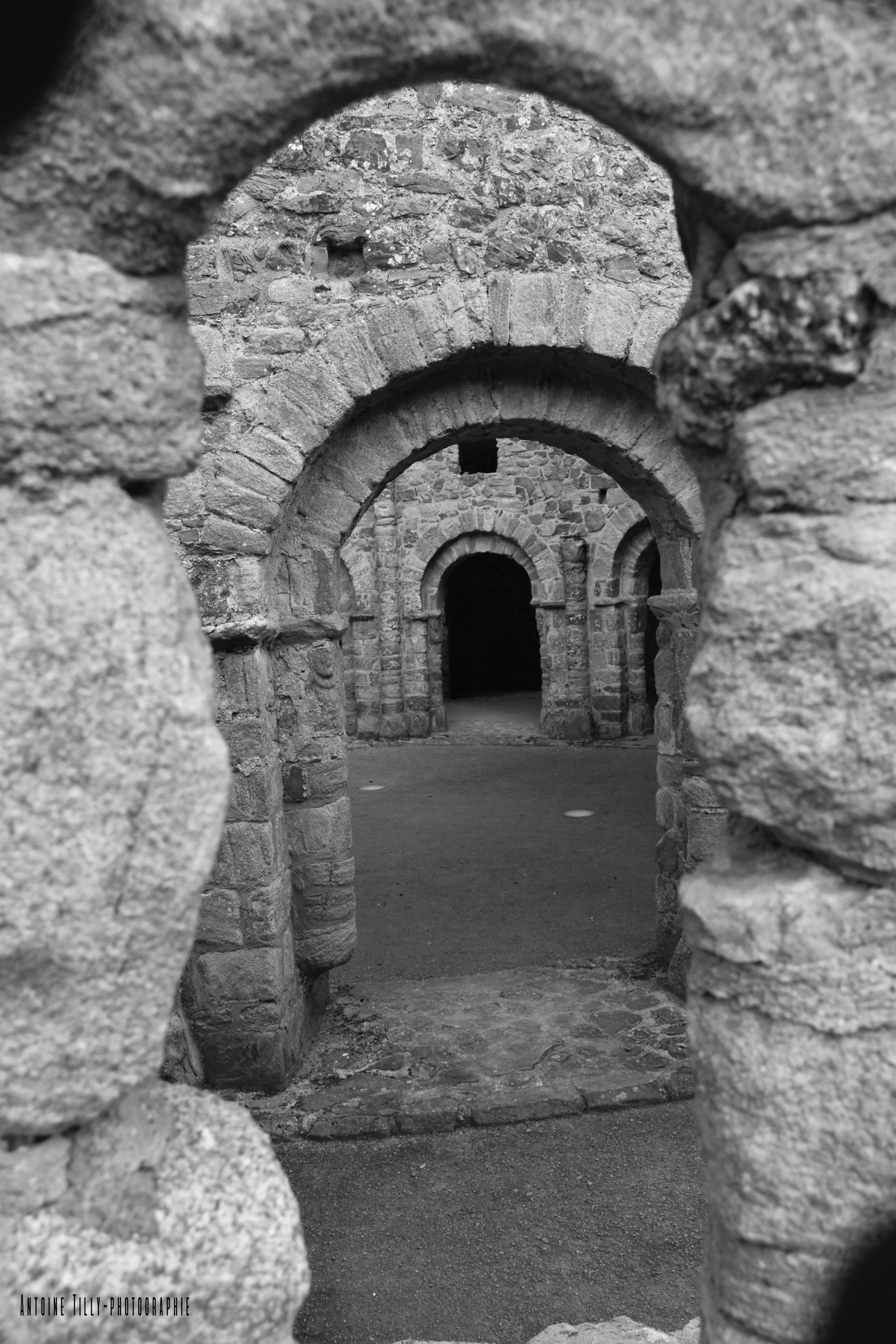
Lanleff, 3 mai 2019.
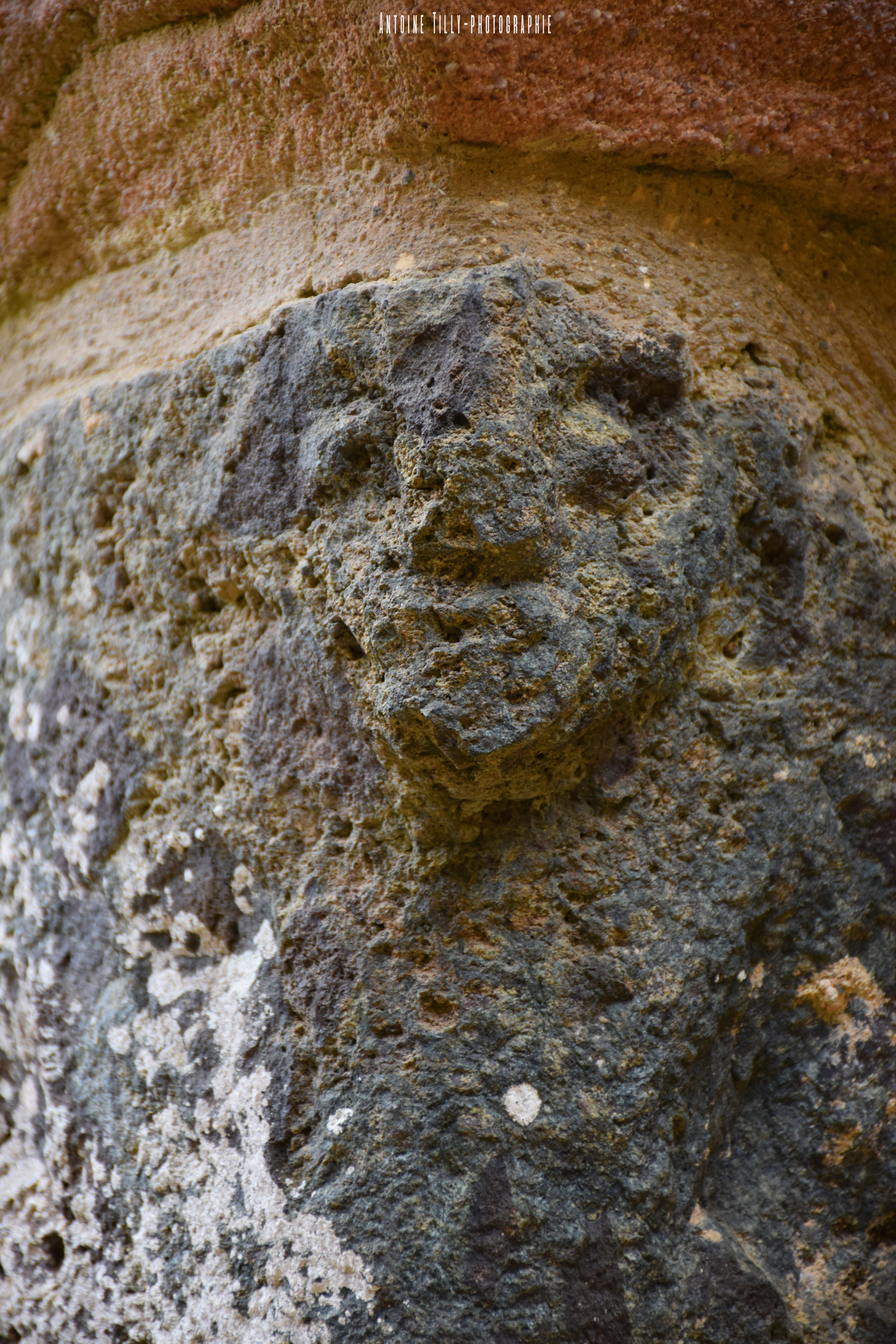
Lanleff, 3 mai 2019.

## Héraldique
| Blason de Lanleff | Blason  | D'azur au temple du lieu d'argent.               |
| Blason de Lanleff | Détails | Le statut officiel du blason reste à déterminer. |